# کفرعقاب
کفرعقاب (به عربی: کفر عقاب) یک منطقهٔ مسکونی در لبنان است که در شهرستان المتن واقع شده‌است. کفرعقاب ۱٬۱۰۰ متر بالاتر از سطح دریا واقع شده‌است.